# Β-Тауриди
β-Тауриди — щорічний метеорний потік, що належить до класу «денних». Відокремився від основного потоку Тауриди кілька тисяч років тому через гравітації планет.
β-Тауриди зазвичай активні з 5 червня по 18 липня. Вони з'являються з радіанта α = 5h 18', δ = +21.2° і мають пік активності приблизно 29 червня (сонячна довгота = 98.3°). Максимальна кількість метеорів на годину, визначена за допомогою радара, зазвичай досягає 25.
Висловлювалися припущення, що до потоку належав Тунгуський метеорит.